# Circuito de Novilladas de Andalucía
El Circuito de Novilladas de Andalucía es un ciclo de festejos taurinos organizado en la Comunidad Autónoma de Andalucía a instancias de la Junta de Andalucía y la Fundación del Toro de Lidia, y que se celebra desde 2020 con el objetivo de promocionar a los novilleros andaluces.

## Organización
El certamen de novilladas organizado por la Junta de Andalucía y la Fundación del Toro de Lidia es una iniciativa cultural, relacionada con la tauromaquia, que está destinada a la promoción de los espectáculos menores - novilladas - dentro de la comunidad autónoma de Andalucía; celebrándose distintos festejos por plazas de toda la comunidad con novilleros andaluces pero también de otras regiones de España, a modo de competición clasificatoria.
Esta iniciativa surge durante el año 2019 debido al número decreciente de novilladas celebradas tanto en España como en Andalucía. El proyecto originario se planteó con la organización de quince festejos pero que, con motivo de la pandemia del Covid-19, se redujo a un número de cuatro: tres clasificatorias y una final. Asimismo, el Circuito de Novilladas cuenta con una programación de actividades alternativas como eventos públicos y conciertos que permitiera dinamizar el mundo de la cultura popular en los lugares donde se celebrasen las novilladas.
La organización de los festejos se realizó en colaboración con organismos propios del sector taurino como la Asociación Nacional de Organizadores de Espectáculos Taurinos (ANOET), encargada de la gestión de cada uno de los espectáculos.

## I Circuito de Novilladas de Andalucía (2020)
La primera edición del Circuito de Novilladas de Andalucía tuvo lugar entre el 23 de agosto y el 4 de octubre con la celebración de cuatro novilladas picadas, tres con carácter eliminatorio donde se clasificó un novillero en cada uno de los festejos y una final en la que se anunció al primer ganador del certamen. En esta ocasión participaron nueve toreros noveles de Andalucía, propuestos en representación de cada una de las provincias a través de la Asociación de Escuelas Taurinas de Andalucía, completándose con un aspirante más procedente de un certamen taurino como el ganador de las novilladas de promoción de la Real Maestranza de Caballería de Sevilla.
El 10 de agosto de 2020 se celebró en Madrid el sorteo de los toreros que participaban para conformar los carteles de las distintas novilladas y donde se anunció el premio para el ganador del circuito: una contratación para 2021 en la Plaza de toros de Sevilla así como otro contrato para torear en la Plaza de toros de las Ventas.

### Plazas de toros
1. Plaza de toros de Aracena
2. Plaza de toros de Sanlúcar de Barrameda
3. Plaza de toros de Antequera
4. Plaza de toros de Úbeda

### Novilleros
1. Javier Moreno "Lagartijo"
2. Emilio Silvera
3. Adrián Núñez
4. Antonio Luis Fernández Ríos
5. Jesús Rivero
6. Curro Ortiz
7. José Cabrera
8. Juan Carlos Benítez
9. Jaime González-Écija

### Ganaderías
1. Juan Antonio Ruiz
2. Rocío de la Cámara
3. Domínguez Camacho
4. Guadalmena

### Patrocinadores
Durante la primera edición, participaron como colaboradores del Circuito de Novilladas entidades de carácter público como la Diputación provincial de Málaga los consistorios de Aracena, Sanlúcar de Barrameda, Antequera y Úbeda, así como entidades financieras como Caja Rural de Andalucía.

## Polémicas
Tras la presentación del Circuito de Novilladas, donde se dio a conocer el proyecto y los criterios adoptados por la organización, un grupo de novilleros de Andalucía cuestionaron la fórmula de selección que se había adoptado.
La principal polémica suscitada en torno al Circuito vino motivada por el novillero Javier Moreno que cuestionó de la imparcialidad del jurado tras no verse clasificado después de haber cortado tres orejas en su actuación en Aracena.